# 50.ª Divisão (Japão)
A 50ª Divisão foi uma divisão de infantaria do Império do Japão que serviu durante a Segunda Guerra Mundial. A divisão foi formada no dia 3 de maio de 1944 em Taipei, sendo desmobilizada no mês de setembro de 1945 com o fim da guerra.

## Comandantes
| Comandante                   | Data                                        |
| ---------------------------- | ------------------------------------------- |
| Lt. General Sadanao Ishimoto | 10 de maio de 1944 - 30 de setembro de 1945 |

## Subordinação
- Exército Taiwan - maio de 1944
- 10º Exército de Campo - setembro de 1944